# لوحة الإلهام

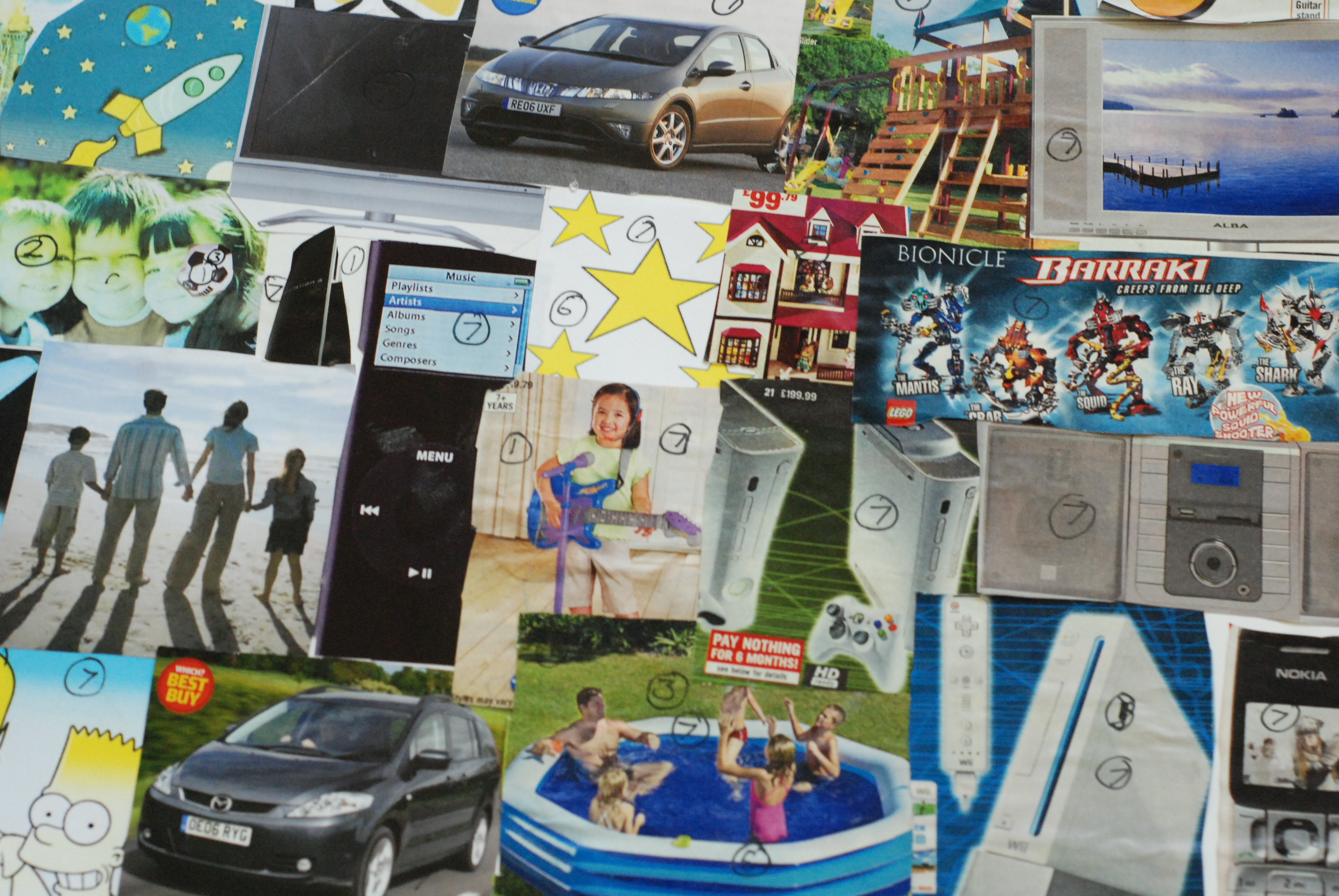
لوحة الإلهام

لوحة الإلهام هي نوع من الكولاج التي تتكون من صور ونصوص وعينات مختلفة في تكوين ما. يمكن أن تستند إلى موضوع معين أو يمكن أن تكون أي مواد يتم اختيارها عشوائيًا. يمكن استخدام لوحة الإلهام لنقل فكرة عامة أو شعور حول موضوع معين. قد تكون مادية أو رقمية، ويمكن أن تكون من أدوات العرض الفعالة

## الاستخدام
يستخدم مصممو الجرافيك، المصممون الداخليون، المصممون الصناعيون، المصورون وغيرهم من الفنانين المبدعين اللوحات الإلهامية لتوضيح النمط الذي يرغبون في متابعته بصريًا. ومع ذلك، يمكن أيضًا استخدام هذه اللوحات من قِبل متخصصي التصميم للشرح البصري لنمط معين من الكتابة، أو إعدادًا وهميًا لقصة. باختصار، لا تقتصر لوحات الإلهام على الموضوعات المرئية، ولكنها بمثابة أداة مرئية لإبلاغ الآخرين بسرعة عن «الإحساس» (أو «التدفق») للفكرة. [بحاجة لمصدر] في العمليات الإبداعية، يمكن للوحات الإلهام تحقيق التوازن بين التنسيق والحرية الإبداعية.

## الأنواع

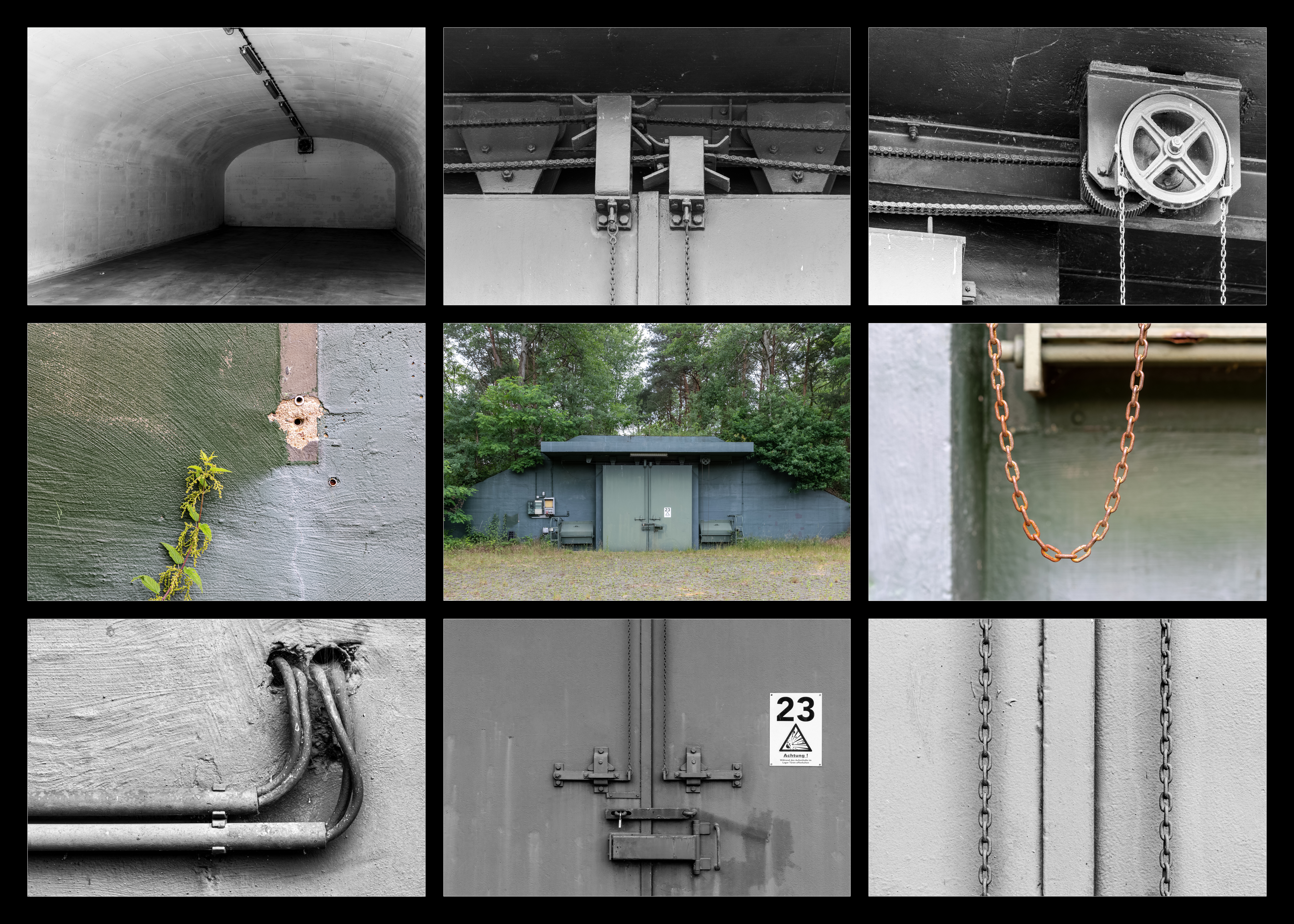
دولمن، أبرشية، مستودع ذخيرة خاص سابق في فيسبيك، "بانكر" - 2020

تقليديًا، تصنع اللوحات الإلهامية من لوح رغوي مقوى، يمكن تقطيعه بمبضع. قد يكون إنشاء لوحة إلهامية في شكل رقمي أسهل وأسرع، خاصةً عندما يتعلق الأمر بالمشاريع التي تطلب عدة مشاركات أو التي تطلب التعديل، ولكن الأجسام (اللوح) المادية (الغير الرقمية)غالبًا ما يكون لها تأثير أكبر على الأشخاص وذلك بسبب وجود بالتة ألوان الأكثر تكاملًا وتناغمًا التي تتميز لوحات الإلهام المادية (الغير رقمية) بتقديمها، على نقيض لوحات الإلهام الرقمية. ويمكن أيضا رسم وتلوين اللوحات الإلهامية.